# Cantonul Châtillon-en-Diois
Cantonul Châtillon-en-Diois este un canton din arondismentul Die, departamentul Drôme, regiunea Rhône-Alpes, Franța.

## Comune
- Boulc
- Châtillon-en-Diois (reședință)
- Glandage
- Lus-la-Croix-Haute
- Menglon
- Saint-Roman
- Treschenu-Creyers